# Grande-Côte (France)
Pour les articles homonymes, voir Grande-Côte.
La Grande-Côte désigne la partie la plus septentrionale de la côte de Beauté, entre Saint-Palais-sur-Mer et La Palmyre, en Charente-Maritime (région Nouvelle-Aquitaine, France).
Formant un espace de transition entre les conches sablonneuses et les falaises qui caractérisent les environs de Royan, de Meschers-sur-Gironde à la pointe de Terre-Nègre, et la vaste étendue rectiligne de la côte sauvage, exposée aux assauts furieux de l'océan, la Grande-Côte se présente comme une grande plage de sable fin, ourlée de dunes plantées de pins. Donnant sur l'embouchure de la Gironde et l'océan Atlantique, elle est souvent soumise à une forte houle, mise à profit par de nombreux surfeurs de la région. Si les phénomènes de baïnes sont absents, de forts courants commandent une certaine prudence.
La Grande-Côte se divise en quatre secteurs : la plage de la Grande-Côte proprement dite, les plages des Combots et de la Lède, toutes deux en partie naturistes (sur une longueur de 800 mètres) et la plage des Pins de Cordouan.

## Présentation
La Grande-Côte s'étend depuis la pointe de la Grande-Côte (Saint-Palais-sur-Mer) jusqu'à la baie de Bonne Anse (La Palmyre, commune des Mathes). Vaste étendue rectiligne bordée d'un cordon dunaire et d'une pinède, la forêt des Combots d'Ansoine (massif de la Coubre), elle annonce, par sa configuration et ses caractéristiques géomorphologiques, les plages de la côte sauvage et de la côte d'Argent. Son orientation nord-ouest/sud-est la différencie cependant de ces dernières, orientées plein ouest. Moins exposée à la houle, elle n'en demeure pas moins soumise ponctuellement à de fortes vagues et rouleaux, qui en font un spot privilégié pour les surfeurs. On y pratique aussi, en dehors de la période estivale, des sports tels que le char à voile. La plage de la Grande-Côte est tapissée de sable blond extrêmement fin, de l'ordre de 180 µm. L'érosion marine y est particulièrement marquée, comme en témoignent les blockhaus datant de la Seconde Guerre mondiale, désormais en partie immergés.
De nombreux blockhaus et « tobrouks », tant sur la plage que derrière les dunes, dans la forêt, témoignent des travaux de fortifications mis en œuvre par les Allemands pendant la Seconde Guerre mondiale. Érigés par l'Organisation Todt à partir de 1942, ils sont renforcés à partir de l'automne 1944, alors que se constitue la Poche de Royan, dans laquelle les occupants s'enferment jusqu'aux combats décisifs du printemps 1945.
Le site de la pointe de la Grande-Côte, accessible depuis le centre-ville par une large avenue doublée d'une piste cyclable, est un site touristique de premier plan, où sont implantées boutiques de souvenirs, bars, restaurants et fast-foods. Plusieurs aires de stationnement y ont été aménagées. Il est une étape sur la véloroute EuroVelo 1, itinéraire européen reliant la Norvège au Portugal, connu dans sa partie française sous le nom de « Vélodyssée ». Sa partie entre la Grande-Côte et Ronce-les-Bains a été aménagée en voie verte, en site propre sur près de trente kilomètres : la voie verte de Ronce-les-Bains à Saint-Palais-sur-Mer remonte ainsi vers La Palmyre et traverse une partie de la presqu'île d'Arvert.

## Pour approfondir